# Batalla de Majadahonda
La batalla de Majadahonda se desarrolló el 11 de agosto de 1812 en Majadahonda, cerca de Madrid, en el ámbito de la Guerra de la Independencia Española. A la división de caballería francesa del general Anne-François-Charles Trelliard se opuso la vanguardia del ejército anglo-portugués mandada por el brigadier-general D'Urban.
En la mañana del 11 de agosto, la caballería anglo-portuguesa del brigadier-general D'Urban, que marchaba en cabeza del ejército del duque de Wellington, ocupó los pueblos de Majadahonda y Las Rozas de Madrid. Los portugueses fueron sorprendidos por la división de dragones del general Trelliard que los atacó; los portugueses no se enfrentaron a ellos y huyeron tan precipitadamente que abandonaron tres cañones en su fuga. Los franceses galoparon hasta Las Rozas de Madrid y sembraron el pánico en el campamento británico antes de replegarse y de establecer una línea de batalla frente al enemigo. Posteriormente tuvo lugar un nuevo combate con resultado indeciso hasta que los escuadrones de reserva franceses entraron en combate y decidieron el resultado de la batalla a su favor.
El general Beresford, que no estaba satisfecho del comportamiento de la caballería portuguesa, a pesar de su buen comportamiento en la batalla de Arapiles el mes anterior, reclamó un correctivo para ellos pero la petición no fue tenida en cuenta por Wellington.

## Contexto y preludio de la batalla

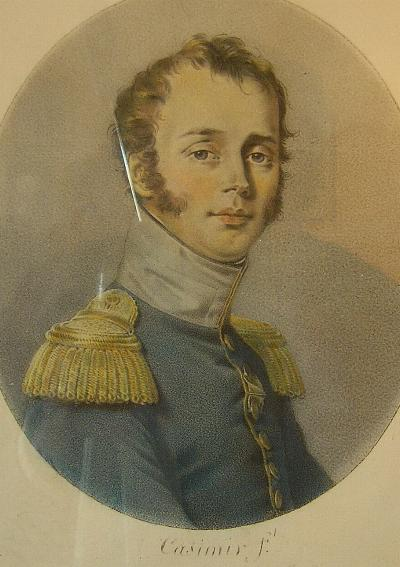
Marie Antoine de Reiset (1775-1836), coronel del 13.º de dragones.

Después de la derrota del ejército francés del mariscal Marmont en la batalla de Arapiles, el 22 de julio de 1812, las tropas del general Wellington se dirigieron hacia Madrid. Mientras tanto José Bonaparte, rey de España, que sopesaba cual era la mejor postura a mantener, decidió finalmente retirarse en dirección sur, hacia sierra Morena. Su ejército, posicionado en defensa de la capital, siguió en su posición y derrotó a las tropas anglo-portuguesas a su llegada. No obstante, la división de caballería del general Anne-François-Charles Trelliard permaneció en el mismo lugar y la brigada de dragones del coronel francés Reiset pasó la noche del 10 al 11 de agosto en Las Rozas de Madrid. El día 11 le advirtieron del acercamiento de la vanguardia de Wellington.
La mañana del 11 de agosto, D'Urban llegó a Las Rozas de Madrid y realizó andanadas de disparos de cañón contra la brigada del coronel francés Reiset, que tuvo que retroceder. Majadahonda estuvo ocupada a las diez de la mañana por la caballería portuguesa, mientras que las tropas de la Legión Real Alemana se instalaron algo más atrás del pueblo, en Las Rozas de Madrid. Durante este tiempo, los franceses se retiraron hacia Boadilla del Monte, donde fueron sorprendidos por el rey José en persona. Este le preguntó al general Trelliard por la fuerza de las columnas enemigas, que deseaba conocer, y ordenó avanzar cuanto antes con el fin de sorprender a la vanguardia de Wellington.

## Fuerzas litigantes
La vanguardia de Wellington estaba comandada por el brigadier general Benjamin D'Urban. Estaba compuesta por el 1.º, 11.º y 12.º regimientos de dragones portugueses, de dos regimientos de dragones pesados y un batallón de infantería de la Legión Real Alemana. Todo este ejército iba acompañado de una batería de artillería pesada de seis cañones, tirada por caballos, y mandada por el capitán MacDonald. El brigadier general Bock, al mando de las tropas alemanas, tomó temporalmente el mando de toda la caballería británica pero fue retornado a su puesto anterior por el coronel de Jonquière.
Frente a ellos, la división de dragones franceses del general Trelliard alineaba dos brigadas: la primera, mandada por el coronel Marie Antoine de Reiset que estaba formada por los 13.º y 18.º regimientos de dragones; el 19.º y el 22.º regimientos de dragones formaban la segunda, bajo el mando del coronel Rozat de Mandres. Esta división estaba reforzada por los 200 dragones italianos Napoleone del coronel Schiazzetti y por una compañía de los lanceros de Berg.

### Orden de batalla francesa
General de división Anne-François-Charles Trelliard, comandante en jefe. Once escuadrones, una compañía; 1416 hombres
- 1.ª brigada: coronel Marie Antoine de Reiset. Cinco escuadrones; 600 hombres 
  - 13.º regimiento de dragones: coronel Marie Antoine de Reiset. Tres escuadrones; 350 hombres
  - 18.º regimiento de dragones: Dos escuadrones; 250 hombres

1. 2.ª brigada: coronel Nicolas Rozat de Mandres. Cuatro escuadrones; 550 hombres

- - 19.º regimiento de dragones: Un escuadrón; 100 hombres
  - 22.º regimiento de dragones: coronel Rozat de Mandres. Tres escuadrones; 450 hombres

1. 3.ª brigada: coronel Schiazzetti. Dos escuadrones y una compañía; 266 hombres

- - Regimiento de dragones italianos Napoleone: coronel Schiazzetti. Dos escuadrones; 200 hombres
  - Lanciers de Berg: capitán de Latour. Una compañía; 66 hombres.[4]

### Orden de batalla anglo-portugués
Brigadier-general: Benjamin D'Urban, comandante en jefe. Once escuadrones, un batallón y seis cañones; 1975 hombres
- Brigada: Benjamin D'Urban. Siete escuadrones; 760 hombres
  - 1.º regimiento de dragones Alcantara: teniente coronel Barbacena. Dos escuadrones; 220 hombres
  - 11.º regimiento de dragones Almeida: teniente coronel Bernardius. Dos escuadrones; 220 hombres
  - 12.º regimiento de dragones Miranda: teniente coronel Tuxeira Lobo. Tres escuadrones, 320 hombres
- Brigada de Jonquières — Cuatro escuadrones; 655 hombres
  - 1st Heavy Dragoons de la King's German Legion, coronel de Jonquières. Dos escuadrones; 300 hombres
  - 2.º Heavy Dragoons de la King's German Legion. Dos escuadrones, 355 hombres
- Infantería de ataque. Un batallón
  - 1st Light Battalion de la King's German Legion: Un batallón; 560 hombres
- Artillerie: capitán MacDonald. Seis cañones
  - Destacamento de la Royal Horse Artillery, capitán Dyneley. Seis cañones.[4]

## Desarrollo de la batalla

### Derrota de los portugueses

Batalla de Majadahonda completa. Plan de la batalla de Majadahonda, le 11 de agosto de 1812, primera y segunda fase.

Hacia el final de la tarde, la división Trelliard reapareció en la carretera de Boadilla del Monte y se desplegó frente a Majadahonda. Su regreso sorprendió a D'Urban que desplegó apresuradamente sus escuadrones mientras que cuatro cañones ingleses bajo el mando de MacDonald se pusieron en batería protegidos por los portugueses y un pelotón de dragones pesados mandados por el teniente Kuhls. La caballería francesa atacaba duramente a la portuguesa y, a su vez, D'Urban hizo lo propio cargando con sus dragones; pero estos últimos, una vez establecida la batalla, en lugar de atacar se fugaron en desorden y abandonaron a sus oficiales en medio del asalto. El general D'Urban consiguió escapar pero los tenientes-coroneles Barbacena y Tuxeira fueron hechos prisioneros. Los dragones Napoleone atacaron en formación oblicua sobre la batería de los aliados, destruyeron la mitad del destacamento de dragones británicos y se apoderaron de tres  bocas de fuego. El capitán Dyneley, que mandaba la artillería en aquel momento, fue hecho prisionero por un oficial italiano. Explotando su éxito, la división Trelliard persiguió al enemigo hasta Las Rozas de Madrid.

### Combate de caballería y derrota británica

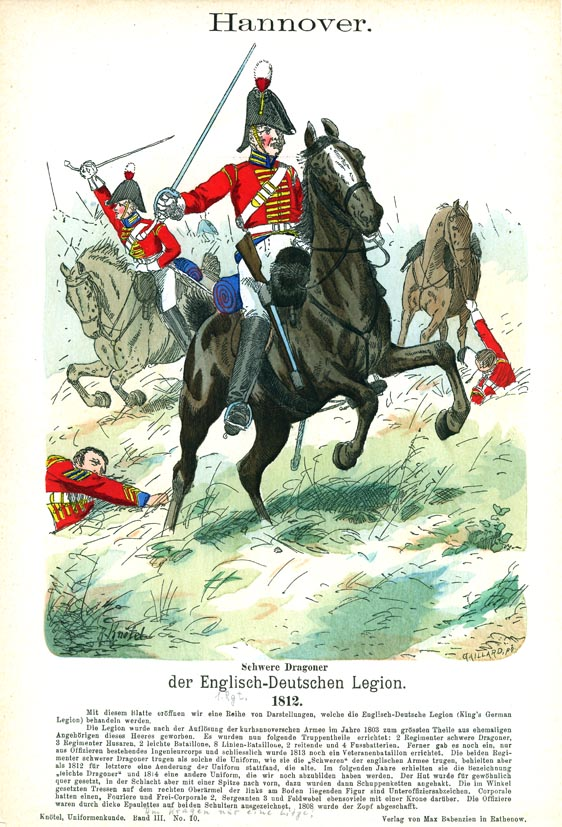
Dragones pesados de la King's German Legion. Dibujo de Richard Knötel, de la série des Uniformenkunde.

Durante este tiempo, los soldados de la King's German Legion instalaron su vivac en Las Rozas de Madrid. El coronel de Jonquières recibió varios mensajes enviados por el subteniente Kuhls que le informaba que la caballería francesa había atacado Majadahonda. No obstante, de Jonquières no consideró la posibilidad de un asalto contra la caballería francesa y no tomó ninguna precaución. De hecho, cuando los dragones franceses de Trelliard desembocaron en el pueblo, la brigada pesada alemana fue sorprendida completamente: la mayoría de los soldados estaban en camisa y los caballos desensillados. Los disparos del 1st Light Battalion de la King's German Legion detuvieron ligeramente el avance francés, pero la infantería británica tuvo que refugiarse dentro del pueblo al igual que la caballería que vino a apoyarlos. La caballería francesa, en su avance, se incautó incluso de armas y otros materiales del enemigo, pero su empuje fue detenido por el grueso del «batallón ligero alemán» y los franceses se vieron obligados a evacuar esa zona para reorganizarse en la llanura que hay detrás de Las Rozas de Madrid. Pasada «la tormenta», la brigada de Jonquières se posicionó a la entrada del pueblo y, bien situado, esperó la llegada de los refuerzos portugueses de D'Urban.
Las fuerzas francesas, empujadas a la acción después de una provocación del coronel de Jonquières que repetía irónicamente a los franceses: —«¡Adelante, señores franceses, no tengáis miedo!»—, los dragones de Reiset marcharon hacia el enemigo, lo que bastó para hacer huir a los portugueses. La brigada de Reiset, fatigada por el esfuerzo hecho en los combates precedentes fue relevada por la brigada Rozat y a los dragones italianos de Schiazzetti para que siguieran con la tarea de continuar la carga. El enfrentamiento comenzó y los franceses retrocedieron poco a poco frente a los dragones pesados de la King's German Legion alemana. Trelliard acometió entonces con sus reservas, dos escuadrones frente a los británicos, que no tenían más. Según fuentes del autor D. Mané, un alférez del 22.º de dragones presente en la batalla cuenta que «estábamos tan apretados que apenas se podía hacer uso de las armas». Los ingleses retrocedieron y el coronel de Jonquières, su jefe, fue capturado. Nuevamente, los vencidos se retiraron hacia Las Rozas de Madrid, donde el batallón de infantería ligera de la King's German Legion alemana se ha había atrincherado. Incapaz de defender solo la posición e informado de la llegada de los refuerzos británicos, Trelliard abandonó el campo de batalla pero sin ser atacados por el enemigo, «tomándose el tiempo necesario para quemar las cureñas de los cañones».

## Pérdidas

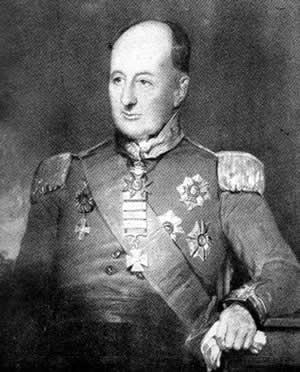
Sir Benjamin D'Urban (1777-1849), comandante en jefe de la caballería portuguesa en Majadahonda.

Al término de los combates las pérdidas francesas ascendían al centenar de soldados, un oficial muerto y otros 15 heridos. El 13.º regimiento de dragones tuvo la pérdida del jefe de escuadrón Maurouard, muerto en combate y de otros seis oficiales heridos; el coronel era de Reiset. La brigada Rozat de Mandres dejó sobre el terreno seis muertos y 28 heridos; el coronel Schiazzetti admitió al respecto un total de bajas de 10 hombres fuera de combate de su regimiento de dragones italianos, incluyendo al teniente Araldi, que fue herido.
Los anglo-portugueses, por su parte, contaban con 53 muertos, 98 heridos y 45 prisioneros, que hace un total de 196 bajas. La brigada portuguesa de D'Urban tenía 108 jinetes fuera de combate y 23 prisioneros entre los cuales estaba el teniente coronel Tuxeira Lobo. El asalto a las baterías de la Royal Horse Artillery le costó la pérdida de tres cañones, 12 artilleros muertos o heridos así como 15 hombres capturados; su jefe era el capitán Dyneley. La brigada de los dragones pesados de la King's German Legion tuvieron 14 muertos, 40 heridos y 7 prisioneros y su jefe era el coronel de Jonquières. El 1st Light Battalion de la King's German Legion parece que no tuvo ninguna pérdida, lo que estaba en contradicción con lo mencionado por Digby Smith que dejó constancia de una pérdida de siete heridos.

## Análisis y consecuencias

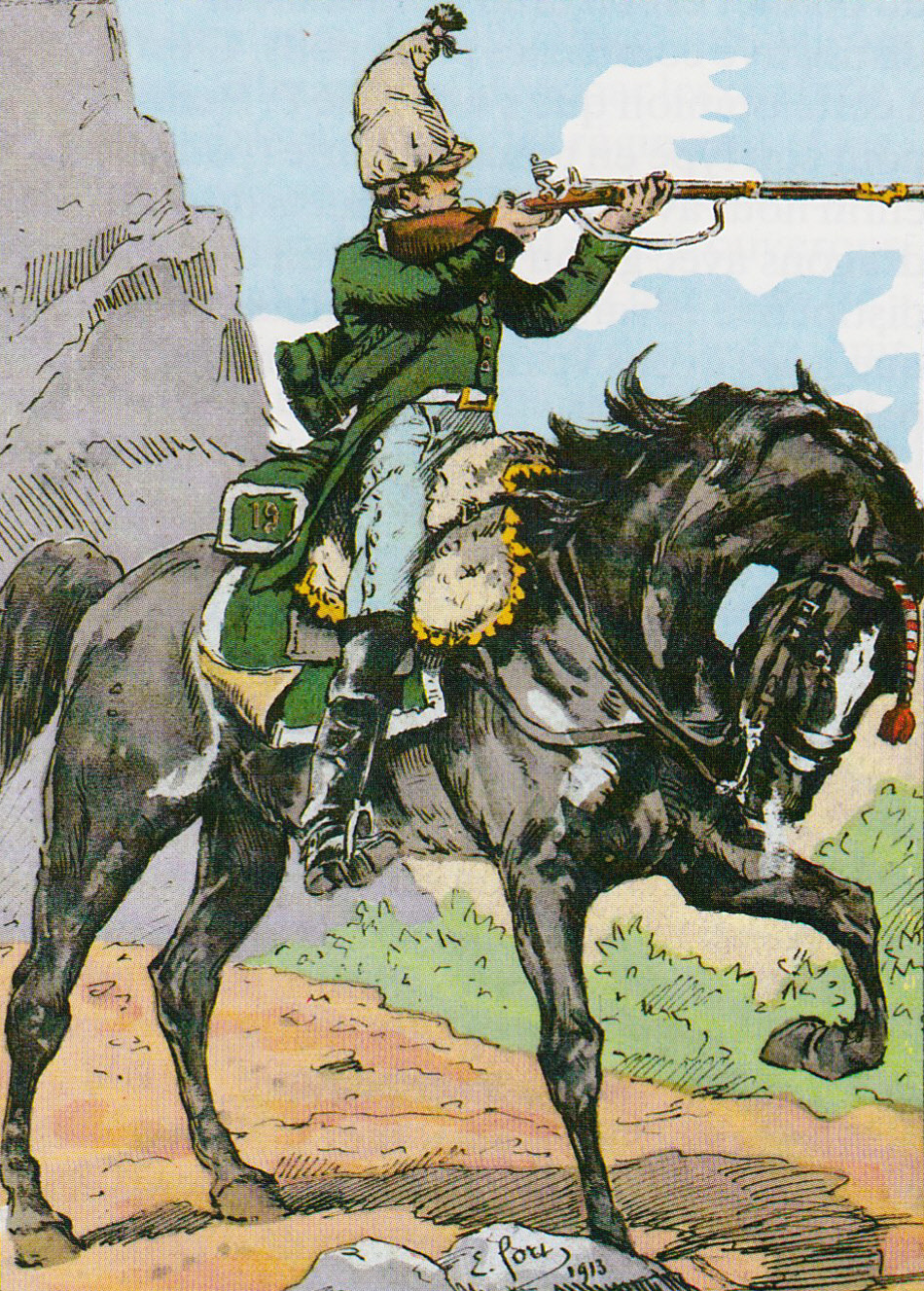
Dragón francés del 19.º regimiento en España, 1811. Dibujo de Ernesto Fort, creado de acuerdo con documentos españoles de 1913.

Según Beamish, la bravura desplegada por ambos regimientos de dragones pesados británicos estuvo reconocida por el duque de Wellington que les concedió el honor de entrar los primeros en Madrid al día siguiente. El comportamiento de los regimientos portugueses, aquellos mismo que se habían distinguido algún tiempo atrás en la batalla de los Arapiles, ahora, en cambio, fueron severamente criticados. El general D'Urban, que estaba al mando, escribió al respecto el día siguiente del combate:

En Salamanca, me siguieron por las líneas enemigas como lo hicieron los dragones británicos; ayer, que tan mal han cumplido con su deber durante la primera carga, se fueron lo suficiente lejos para dejarme en medio de las tropas enemigas. En el segundo ataque (después de haberme recuperado), a pesar de mis esfuerzos más audaces, no podía acercarme a menos de 20 metros del enemigo. «Me dejaron solo y desaparecieron ante los cascos franceses como las hojas ante el viento de otoño».

El general Beresford, al mando del ejército portugués, deseaba consecuentemente administrar un castigo ejemplar a su caballería por su defección en Majadahonda, pero Wellington lo impidió, «porque, incluso mala, tenía necesidad de la caballería portuguesa». Según fuentes del historiador Mané, el general en jefe británico no estaba menos descontento de este revés, que perdió los tres únicos cañones de toda su carrera, lo que le incitó a decir a propósito del combate: «Maldito suceso». Original en inglés: «A devil of an affair!».